# Zygophylax geminocarpa
Zygophylax geminocarpa is een hydroïdpoliep uit de familie Lafoeidae. De poliep komt uit het geslacht Zygophylax. Zygophylax geminocarpa werd in 1958 voor het eerst wetenschappelijk beschreven door Millard. 